# Pontia occidentalis
Pontia occidentalis is een dagvlinder uit de familie Pieridae, de witjes. De spanwijdte bedraagt 38 tot 53 millimeter. De soort komt voor in het westen van Noord-Amerika. De waardplanten komen uit de kruisbloemenfamilie. De rupsen eten vooral van de bloemen, knoppen en vruchten. De soort kent in het noorden van het verspreidingsgebied één generatie die vliegt in juni en juli, in het zuiden twee generaties van mei tot augustus.